# Eophyllophila africana
Eophyllophila africana là một loài ruồi trong họ Tachinidae.